# فرشته نیستم (ترانه بردی)
«فرشته نیستم» ترانه‌ای از هنرمند اهل بریتانیا، بردی است که در ۱۸ سپتامبر ۲۰۱۳ میلادی به‌عنوان دومین تک‌آهنگ از دومین آلبوم او، آتش درون منتشر شد.

## وضعیت فروش
| جدول (۲۰۱۳)                              | جایگاه |
| ---------------------------------------- | ------ |
| فرانسه (سندیکای ملی انتشارات صوتی‌تصویری) | ۱۶۸    |
| هلند                                     | ۵۱     |
| کره جنوبی (جدول گائون)                   | ۱۵۸    |